# 뒤셀도르프현

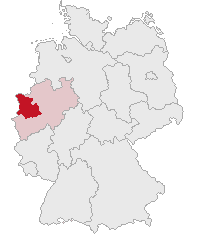
독일에서 뒤셀도르프 현의 위치

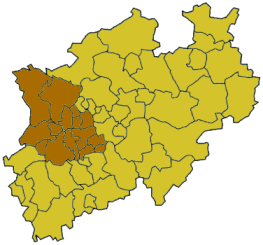
노르트라인베스트팔렌 주에서 뒤셀도르프 현의 위치

뒤셀도르프현(독일어: Regierungsbezirk Düsseldorf)은 독일 노르트라인베스트팔렌주 북서부에 위치한 현(Regierungsbezirk)이다. 면적 5,289.81 km2, 인구 5,157,467 (2011), 인구 밀도 970/km2. 현도는 뒤셀도르프.
노르트라인베스트팔렌주 서중부에 위치한다. 라인강과 루르강 유역이다. 역사적으로 라인란트로 불린 지역의 북부에 해당하는 지역이며 1815년 프로이센 왕국의 새로 형성된 라인주의 하위 행정 구역으로 설정된 것에서 유래한다. 현재는 5개 군(Landkreise), 10개 시(Kreisfreie Städte)로 구성되어 있다.

## 하위 행정 구역

### 군(Landkreise)
1. 클레베군(Kreis Kleve)
2. 메트만군(Kreis Mettmann)
3. 라인노이스군(Rhein-Kreis Neuss)
4. 피어젠군(Kreis Viersen)
5. 베젤군(Kreis Wesel)

### 시(Kreisfreie Städte)
1. 뒤셀도르프 시(Düsseldorf)
2. 뒤스부르크 시(Duisburg)
3. 에센 시(Essen)
4. 크레펠트 시(Krefeld)
5. 묀헨글라트바흐 시(Mönchengladbach)
6. 뮐하임안데어루르 시(Mülheim an der Ruhr)
7. 오버하우젠 시(Oberhausen)
8. 렘샤이트 시(Remscheid)
9. 졸링겐 시(Solingen)
10. 부퍼탈 시(Wuppertal)